# Gershwin (project)

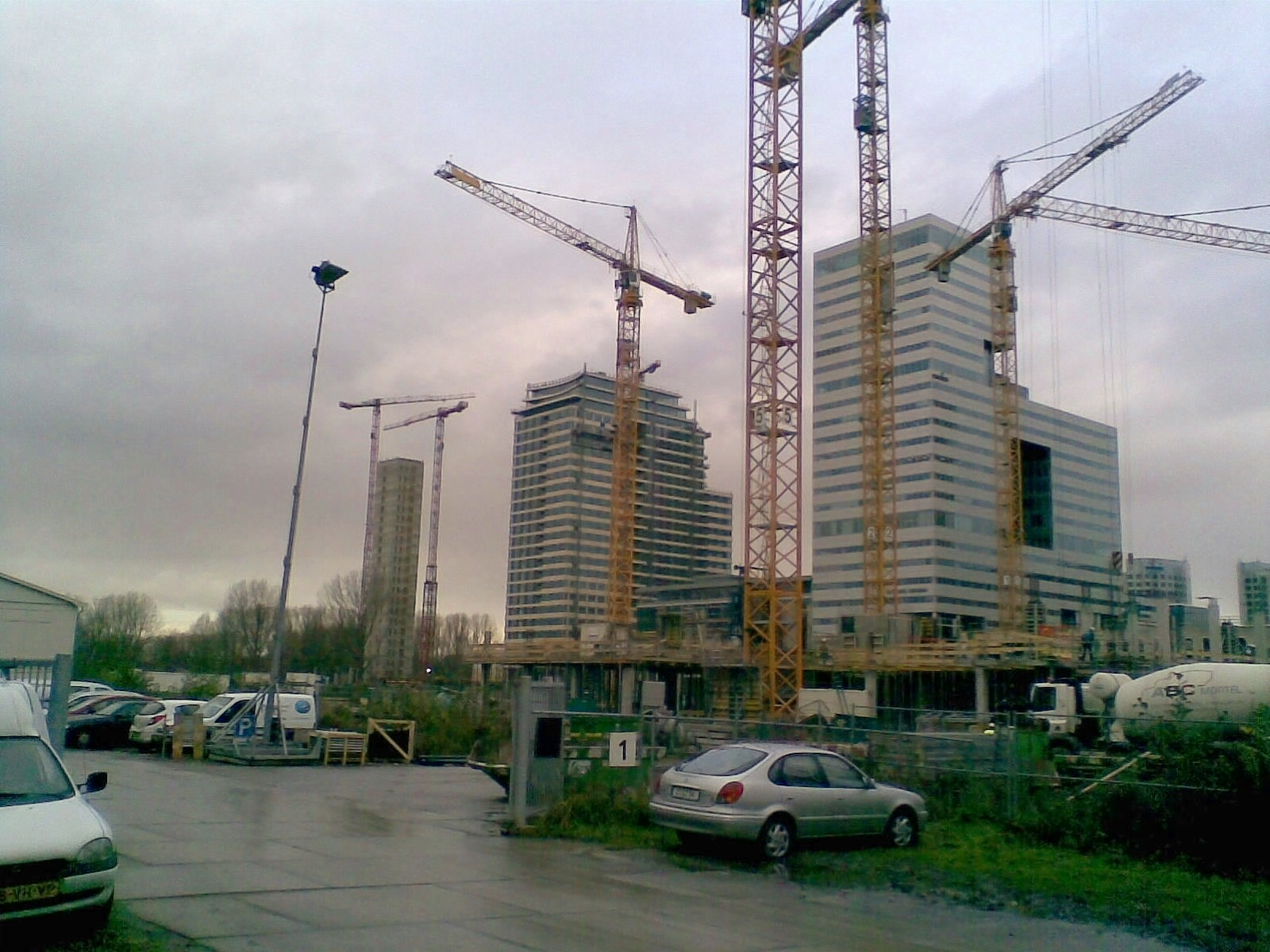
Eerste deel van Gershwin in aanbouw (2007)

Gershwin is een plandeel van project Zuidas in Amsterdam-Zuid. Het is vernoemd naar componist George Gershwin en de naar hem vernoemde George Gershwinlaan die centraal door het gebied loopt. Het plandeel grenst aan de Parnassusweg, Gustav Mahlerlaan, Beethovenstraat en de De Boelegracht. Door middel van de Lex van Deldenbrug is het verbonden met de De Boelelaan. Het behoort tot het centrumgebied van Zuidas en is op loopafstand gelegen van Station Amsterdam Zuid. Gershwin ging na het ten noorden gelegen Mahler4 als tweede grote nieuwbouwlocatie als onderdeel van project Zuidas in aanbouw. In tegenstelling tot Mahler4, waar vooral kantoren staan, staan er in Gershwin meer woongebouwen. De laatste twee gebouwen van dit plangebied werden in 2020 opgeleverd.

## Gebouwen
| Naam                       | Voltooid | Hoogte  | Verdiepingen | Functie | Architect           |
| -------------------------- | -------- | ------- | ------------ | ------- | ------------------- |
| Symphony 1                 | 2009     | 105,0 m | 29           | Wonen   | de Architekten Cie. |
| Symphony 2                 | 2009     | 97,0 m  | 27           | Kantoor | de Architekten Cie. |
| Crowne Plaza Hotel         | 2009     | 40,0 m  | 12           | Hotel   | UBM                 |
| Django Building            | 2010     | 34,0 m  | 9            | Wonen   | KCAP                |
| Miles Building             | 2011     |         | 11           | Wonen   | Bedaux de Brouwer   |
| Opzuid                     | 2014     |         | 6            | Wonen   | Diederendirrix      |
| 1000 Mahler                | 2015     |         | 6            | Kantoor | OZ                  |
| 500 Beethovenstraat        | 2016     |         | 7            | Kantoor | Claus en Kaan       |
| Gershwin Townhouses        | 2016     |         | 2            | Wonen   | Claus en Kaan       |
| 400 Beethovenstraat        | 2016     | 60,0 m  | 14           | Kantoor | UNStudio            |
| Summertime                 | 2016     | 41,0 m  | 11           | Wonen   | SeARCH              |
| Intermezzo                 | 2017     | 82,5 m  | 24           | Wonen   | Inbo                |
| 900 Mahler                 | 2017     | 77,0 m  | 22           | Wonen   | Inbo                |
| Ella                       | 2017     | 24,0 m  | 7            | Wonen   | Inbo                |
| Gershwin Brothers - George | 2018     | 40,0 m  | 12           | Wonen   | LEVS                |
| Gershwin Brothers - Ira    | 2018     | 24,0 m  | 7            | Wonen   | LEVS                |
| Xavier                     | 2019     | 75,0 m  | 22           | Wonen   | KENK                |
| The Gustav                 | 2020     | 34,0 m  | 8            | Wonen   | KCAP                |
| The George                 | 2020     | 46,0 m  | 11           | Wonen   | Dok                 |

## Galerij

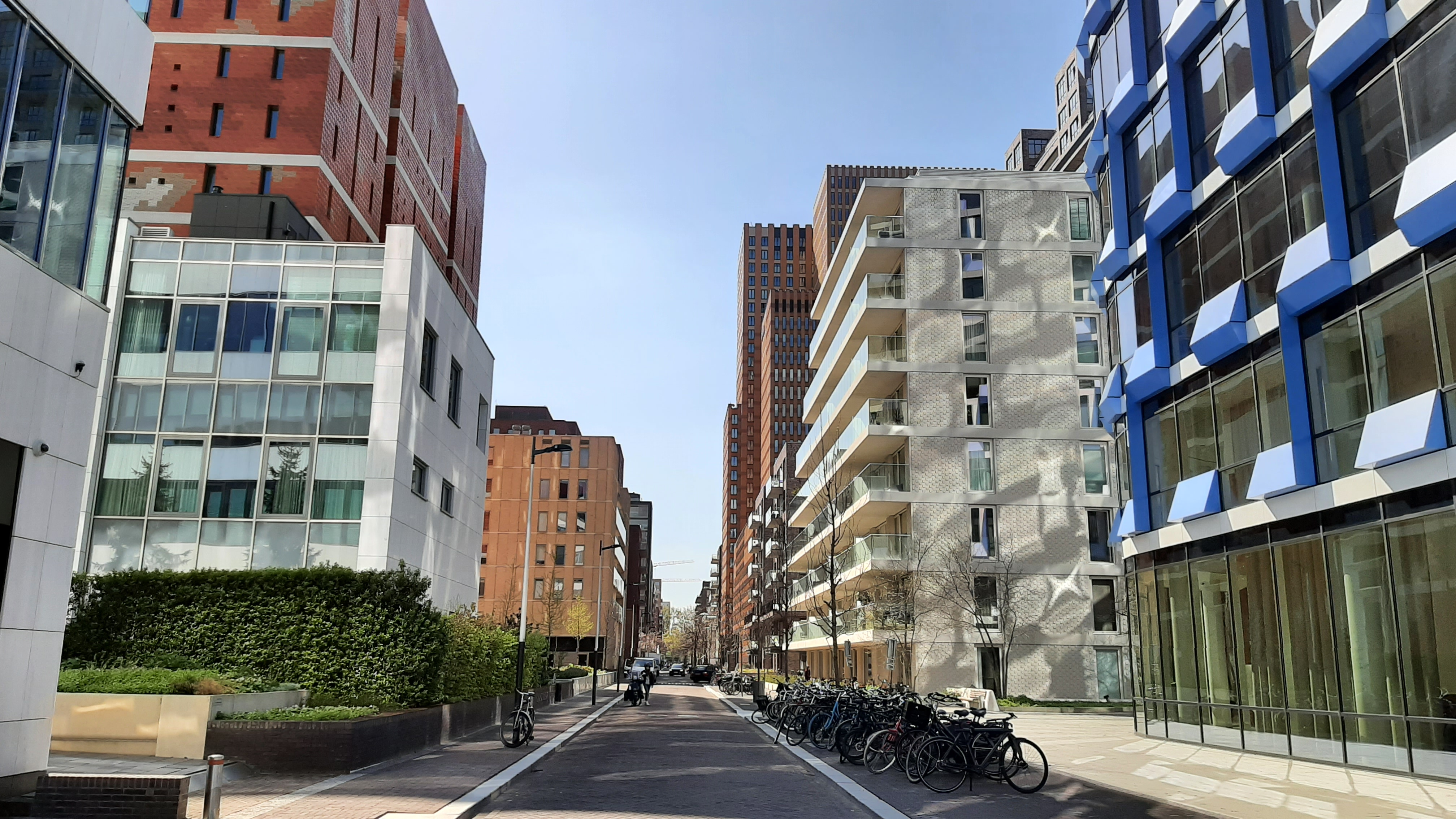
Gebouwen aan de centraal doorkruisende George Gershwinlaan
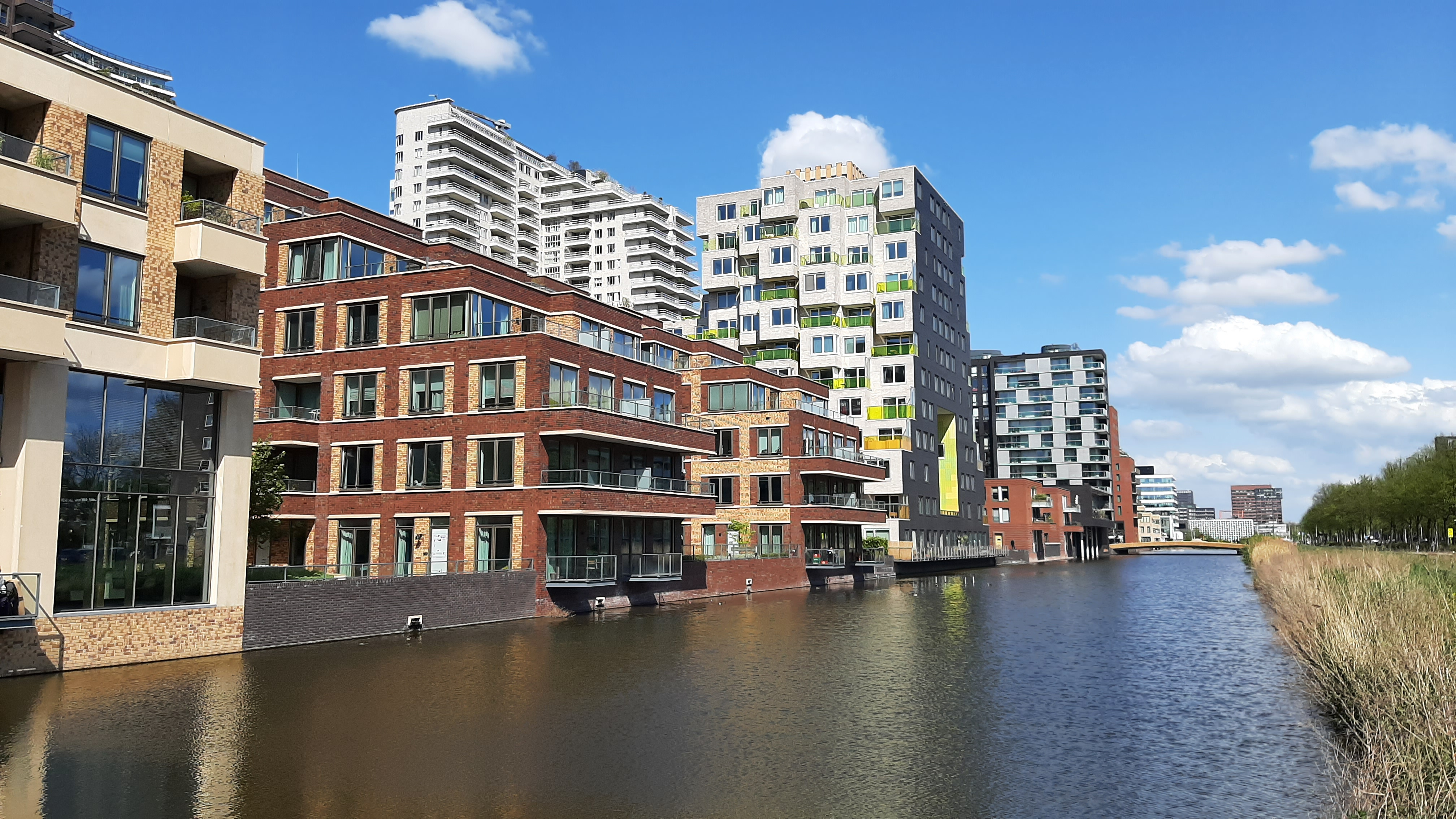
Gershwin aan de De Boelegracht gezien vanaf Parnassusweg
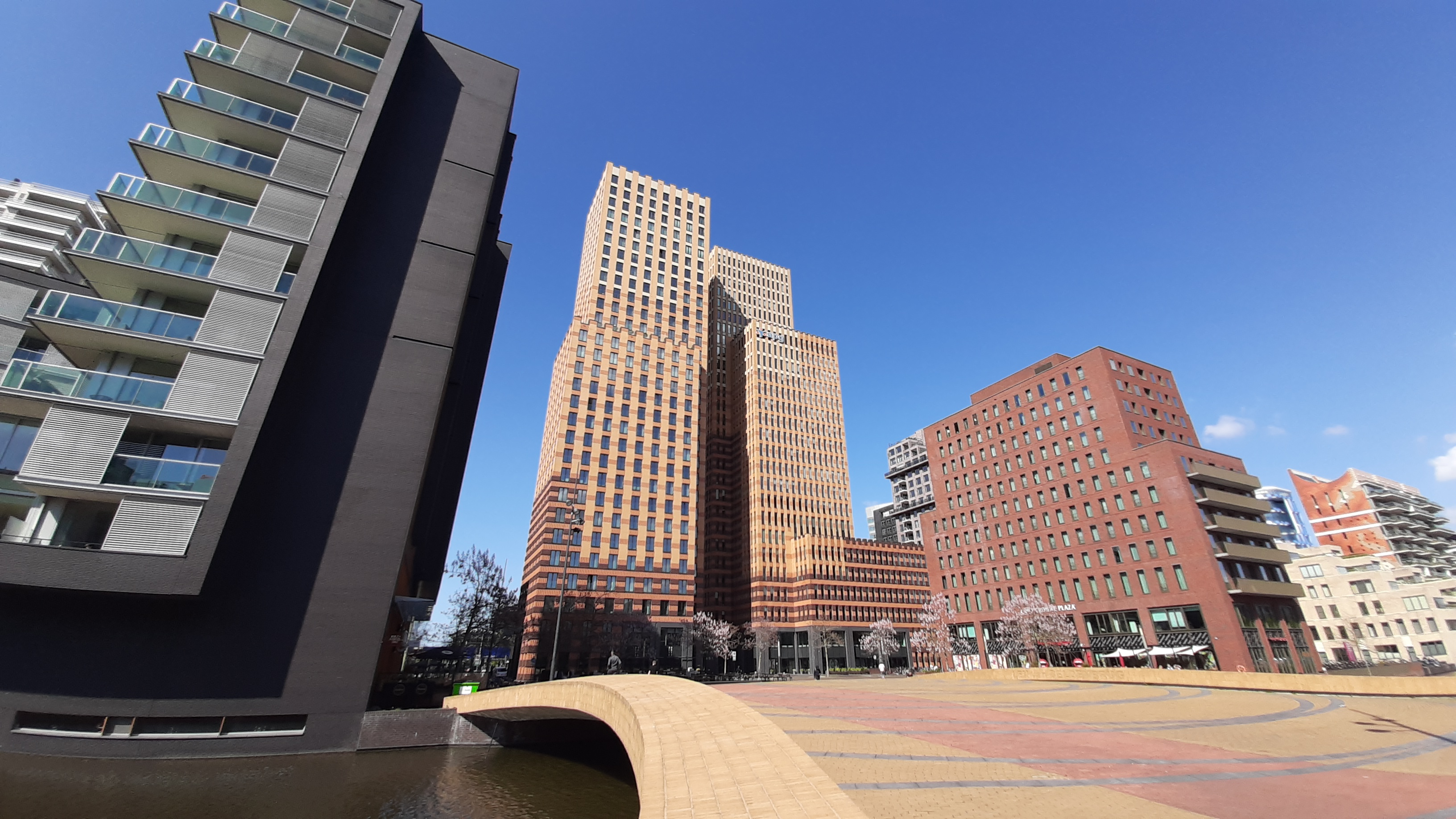
George Gershwinplein en Lex van Deldenbrug
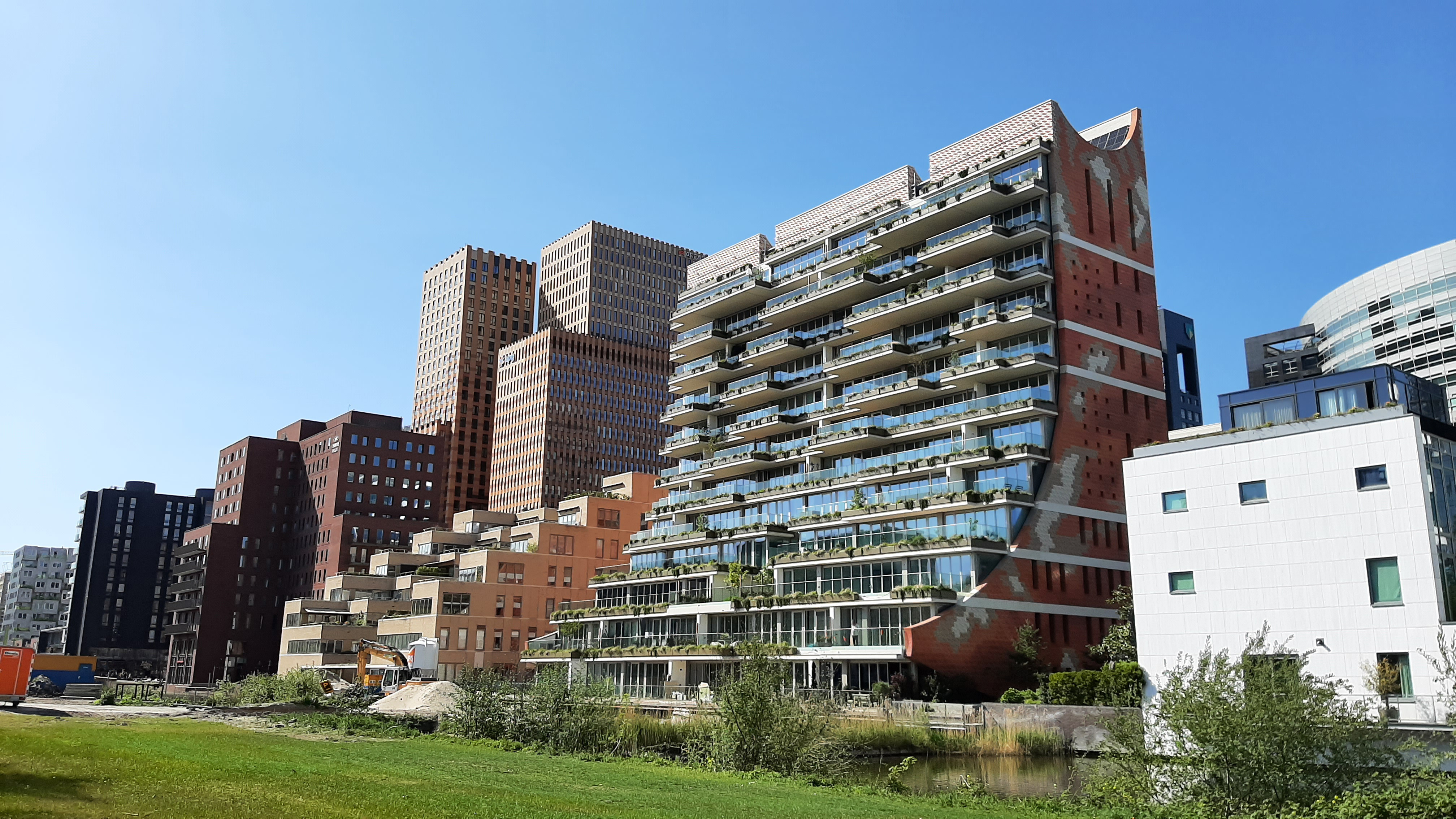
Gershwin aan de De Boelegracht gezien vanaf Beethovenstraat
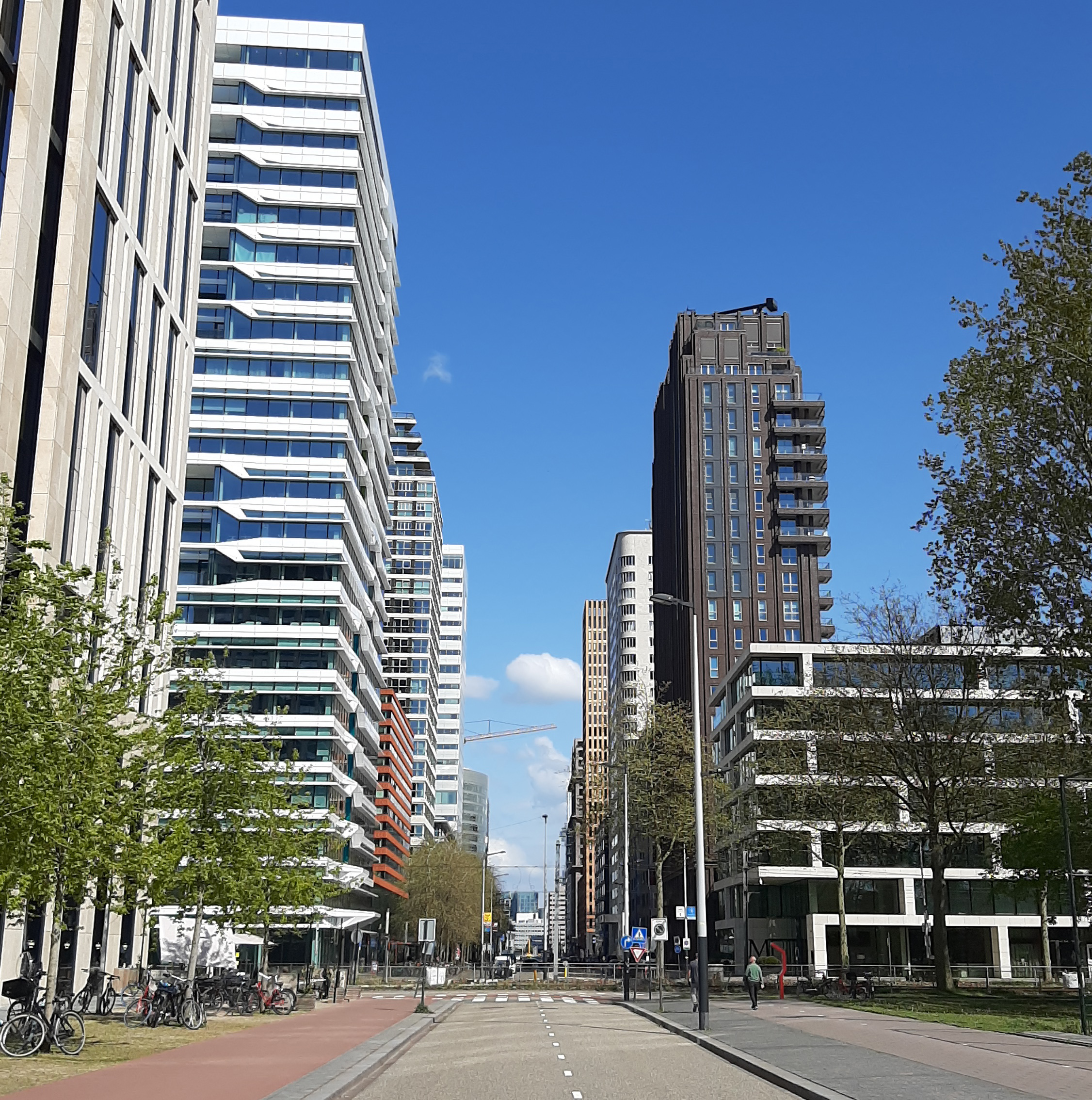
Torens van Gershwin (rechts) aan de Gustav Mahlerlaan
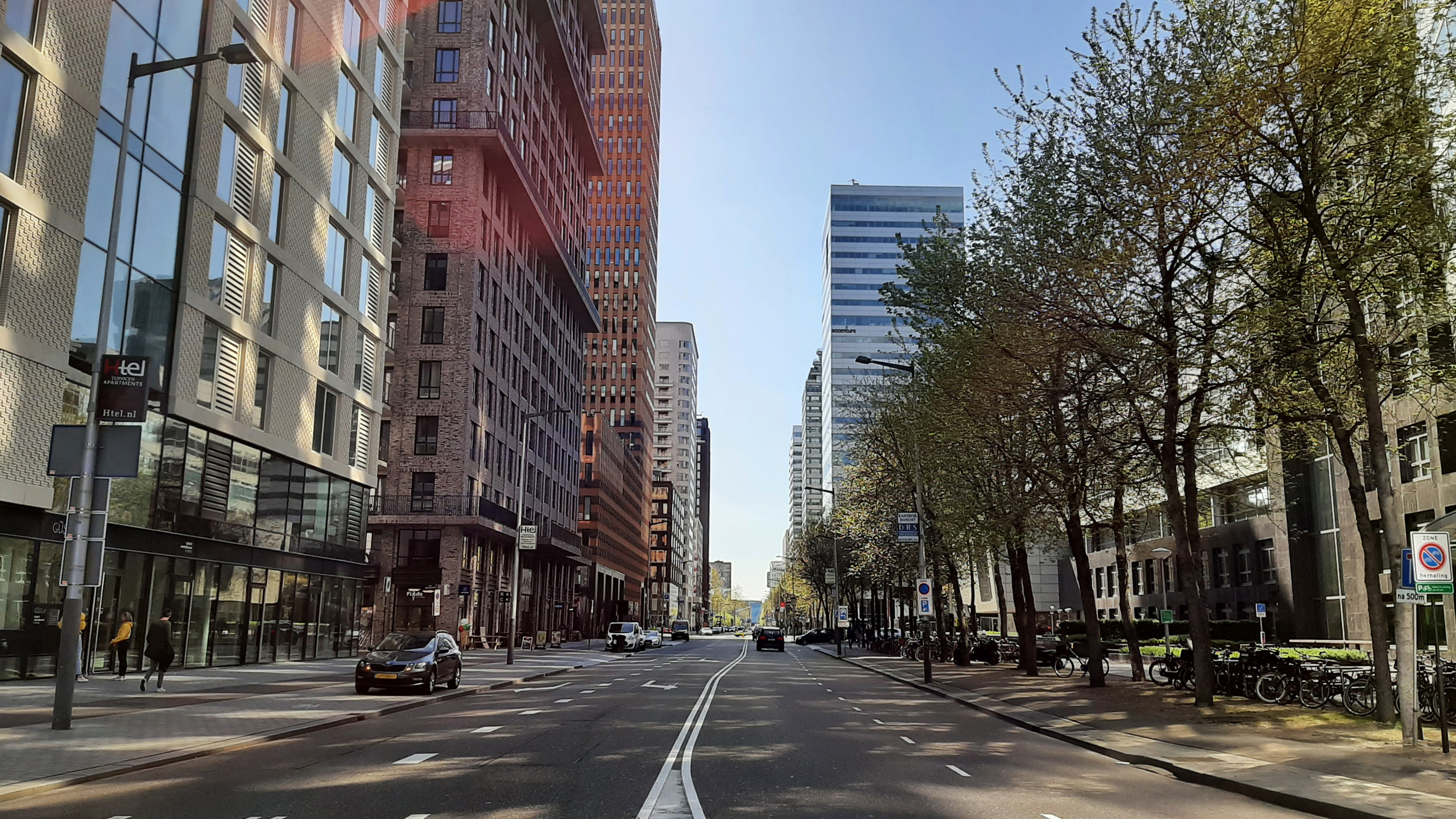
Gebouwen van Gerswhin (links) aan de Gustav Mahlerlaan gezien vanaf Beethovenstraat